# Monastère Notre-Dame de Bouzy-la-Forêt
Pour les articles homonymes, voir monastère Notre-Dame.
Le monastère Notre-Dame est un monastère français situé sur le territoire de la commune de Bouzy-la-Forêt, dans le département du Loiret, la région Centre-Val de Loire et la forêt d'Orléans.
Le site accueille une congrégation religieuse de bénédictines de Notre-Dame du Calvaire et constitue l'un des quatre monastères de la congrégation avec ceux de Notre-Dame du Calvaire d'Angers (Maine-et-Loire), de l'Annonciation de Prailles (Deux-Sèvres) et du mont des Oliviers de Jérusalem (Israël).
La communauté s'établit successivement à la porte Madeleine d'Orléans (1640-1792), dans le quartier de la cathédrale d'Orléans (v.1800-1956), à Saint-Jean-de-Braye (1956-1999) et à Bouzy-la-Forêt depuis 1999.

## Géographie
Le monastère est situé sur le territoire de la commune de Bouzy-la-Forêt, route de mi-feuillage à l'Est de la route départementale 948, dans le département du Loiret, la région Centre-Val de Loire et la région naturelle de la forêt d'Orléans.
Il dépend du doyenné du val-forêt situé dans la zone pastorale du Val de Loire et de Sologne dans le diocèse d'Orléans et la province ecclésiastique de Tours.
La communauté est implantée à 40 km à l'Est d'Orléans et 9 km au Nord-Est de l'abbaye de Saint-Benoît-sur-Loire.

## Histoire
La congrégation des bénédictines de Notre-Dame du Calvaire est fondée à Poitiers en 1617 sous l'impulsion d'Antoinette d'Orléans-Longueville et de François Leclerc du Tremblay également connu sous le nom de père Joseph.

### Époque moderne

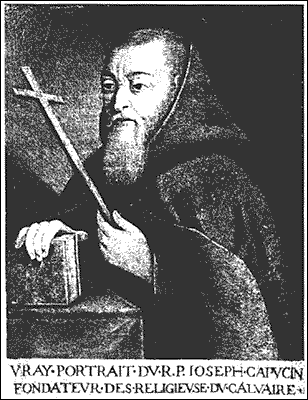
François Leclerc du Tremblay dit le père Joseph

Le père Joseph charge une notable locale, Marguerite Mallier, de fonder un monastère de la congrégation à Orléans dès 1628. Celle-ci se heurte aux refus de l'évêque Gabriel de L'Aubespine et du corps échevinal. Au XVIIe siècle, la ville compte déjà douze communautés religieuses. L'évêque appréhende l'établissement d'une nouvelle communauté non soumise à son autorité ainsi que l'accroissement de l'influence du clergé régulier tandis que le corps échevinal craint la prolifération de ces communautés pour des raisons économiques. En 1631, Nicolas de Netz succède à Gabriel de L'Aubespine à la charge d'évêque d'Orléans. Celui-ci désire gagner un procès qui l'oppose à Maximilien de Béthune, duc de Sully et afin de conserver certains de ses privilèges. En échange de l'intervention en sa faveur devant le parlement de Paris du père Joseph, alors éminence grise du cardinal de Richelieu, Nicolas de Netz lui promet l'établissement des religieuses du calvaire à Orléans en cas de succès. Cependant, malgré le gain du procès, l'évêque ne tient pas son engagement. Le père Joseph décide de s'appuyer sur Gaston de France, frère du roi Louis XIII afin de parvenir à ses fins. Sa stratégie est couronnée de succès et Louis XIII donne la permission de fonder un monastère à Orléans par le biais de la lettre patente datée du 26 août 1637,. Nicolas de Netz est contraint d'autoriser les premières religieuses du calvaire à vivre dans un hospice d'Orléans le temps que leur monastère ne soit édifié. Le 30 janvier 1638, Richelieu et le père Joseph prospectent des terrains propices à l'édification du monastère. Une maison est louée impasse des barbacanes afin d'y établir les religieuses qui seront chargées de la mise en place du monastère. Dix moniales issues du monastère de la Crucifixion dans le quartier du Marais à Paris sont choisies pour mener cette mission. Elles s'installent dans un hospice d'Orléans le 20 mars 1638. Une fois la méfiance des habitants dissipée, la communauté reçoit plusieurs jeunes filles en qualité de novice, mais la mort du père Joseph, principal appui de la communauté, intervient le 18 décembre 1638. Malgré quelques réactions, le projet d'établissement de la communauté à Orléans se poursuit. Le 24 juin 1640, les religieuses quittent la rue des Barbacanes et emménagent dans leur monastère situé au coin du boulevard des Anges et de la rue Porte-Madeleine, dans la partie Ouest de la ville. Ce monastère devient alors le quinzième de la congrégation,.

### Époque contemporaine
Peu après la Révolution française, dès 1792, la communauté est contrainte de quitter le monastère, les religieuses se dispersent dans la ville. Le conseil général du Loiret décide le 17 mai 1793 d'octroyer les bâtiments de la communauté du Calvaire au service des subsistances militaires de la République française afin d'y établir des magasins de blé et de farine ainsi que des fours à pain. Ceux-ci prennent l'appellation de magasins des vivres du Calvaire.
Sous le Premier Empire, en mars 1806, la communauté se réinstalle dans une grande maison située dans la rue de Quatre-Degrés. Le 30 mars 1806, elles obtiennent l'autorisation de reformer la congrégation à l'emplacement de l'ancienne église de Sainte-Colombe, impasse Sainte-Colombe, dans le quartier de la cathédrale Sainte-Croix. Une maison claustrale et un pensionnat y sont aménagés,.
En 1813, l'intervention de la prieure Suzanne de Musillac auprès du pape Pie VII permet à la communauté de retrouver une réelle vie monastique.
Le site d'Orléans devient le chef-lieu de la congrégation en 1821.
Les bâtiments du centre ville d'Orléans sont dégradés par la Seconde Guerre mondiale, c'est pourquoi la communauté choisit de s'installer en 1956 dans une commune de l'Est de l'agglomération orléanaise à Saint-Jean-de-Braye, au lieu-dit du Petit Cormier dans un manoir du XVIIIe siècle.
En 1960, la communauté du monastère Saint-Jean-Baptiste de Vendôme (Loir-et-Cher) rejoint celle de Saint-Jean-de-Braye au Petit-Cormier.
Une nouvelle église est consacrée sur le site de Saint-Jean-de-Braye le 29 mai 1965 par Guy-Marie-Joseph Riobé alors évêque d'Orléans.
Le choix de déplacer à nouveau la communauté est pris en 1993. Le nouveau site de Bouzy-la-Forêt permet un rapprochement géographique de la communauté de bénédictins de Saint-Benoît-sur-Loire. La première pierre du nouvel édifice est posée le 25 juillet 1998 et les bâtiments inaugurés par l'évêque d'Orléans, Gérard Daucourt, le 3 octobre 1999,.
En 2002, la communauté du monastère de l'Immaculée-Conception de Kerbénéat (Finistère) rejoint celle de Bouzy-la-Forêt.

## Architecture

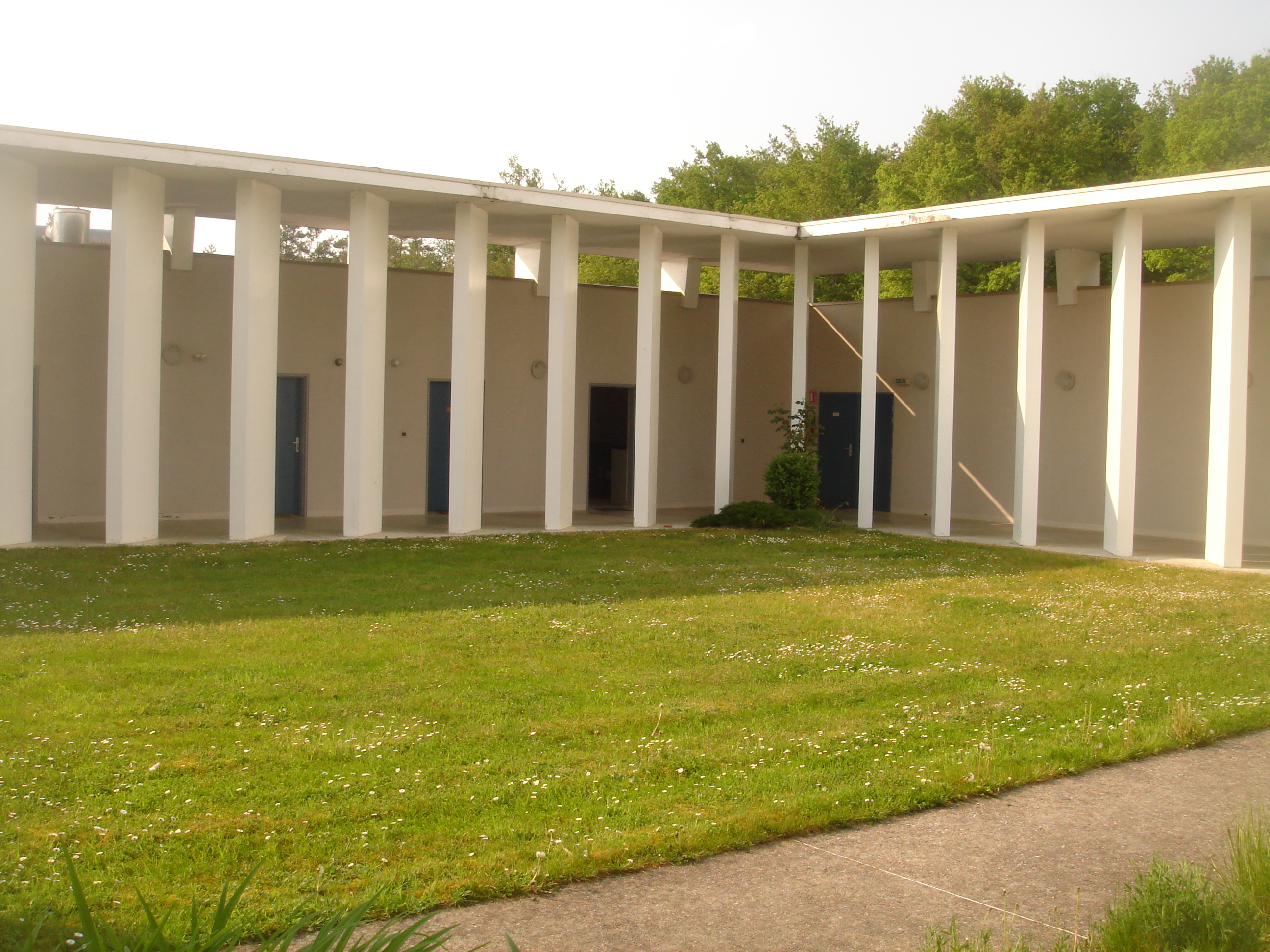
Le cloître ouvert au public

Les édifices ont été réalisés selon les plans de l'architecte Patrice Debaque.
Le monastère comporte une église encadrée par deux cloîtres, l'un est privé et l'autre ouvert au public. Douze chambres permettent d'héberger des hôtes de passage.
L'ensemble de vitraux, sur le thème de la Genèse, a été réalisé par l'artiste Bernard Foucher, en collaboration avec les ateliers Loire. 

## Communauté
La communauté est constituée d'une vingtaine de sœurs qui suivent la Règle de saint Benoît. L'Eau d'émeraude, une lotion préparée à base de plantes par les sœurs, est vendue à la boutique du monastère.
Les bénédictines ont conservé le cœur du père Joseph en qualité de relique. Dans l'église de Bouzy, une relique de Sainte-Thérèse-de-l'enfant-Jésus est insérée au pied de l'autel.
L'association des amis du monastère Notre-Dame participe à la vie de la communauté.